# Distretto di Tambopata
Il distretto di Tambopata è uno dei quattro distretti della provincia di Tambopata, in Perù. Si trova nella regione di Madre de Dios e si estende su una superficie di 22.218,6 chilometri quadrati.
Istituito il 26 dicembre 1912, ha per capitale la città di Puerto Maldonado.